# Йосипівка (Роздільнянський район)
Йо́сипівка — село в Україні, у Захарівській селищній громаді Роздільнянського району Одеської області. Населення становить 942 осіб. Відстань до центру громади становить близько 16 км і проходить автошляхом Т 1614.
Неподалік від села розташований пункт пропуску через молдавсько-український кордон Йосипівка—Колосово.
До 17 липня 2020 року було підпорядковане Захарівському району, який був ліквідований.

## Історія
Під час Голодомору 1932—1933 років померло щонайменше 6 жителів села.
Під час Другої світової війни тут розташовувався передова авіабаза головної бази військового аеродрому Бєльц у Сінгуренах 55-ІАП.
Колишній орган місцевого самоврядування — Йосипівська сільська рада.

## Населення
Згідно з переписом 1989 року населення села становило 1136 осіб, з яких 535 чоловіків та 601 жінка.
За переписом населення 2001 року в селі мешкало 939 осіб.

### Мова
Розподіл населення за рідною мовою за даними перепису 2001 року:
| Мова       | Відсоток |
| ---------- | -------- |
| українська | 96,5 %   |
| російська  | 1,91 %   |
| молдовська | 1,38 %   |
| болгарська | 0,11 %   |